# سفيان العكوش
سفيان العكوش (مواليد 29 يوليو 1998) هو لاعب كرة قدم مغربي، يشغل مركز ظهير أيمن في نادي ميتز الفرنسي. ولد في فرنسا ويلعب مع المنتخب المغربي.

## مسيرته

### مع الأندية
في 21 يوليو 2021، انضم العكوش إلى ميتز لمدة أربع سنوات. في 15 فبراير 2022، انضم إلى نادي لوزان في سويسرا على سبيل الإعارة حتى نهاية الموسم.

### دوليا
العكوش من أصول مغربية، وسبق له أن مثّل فرنسا ضمن منتخب تحت 19 سنة. تلقى دعوة لتمثيل المنتخب المغربي في أغسطس 2017. تلقى لاحقًا استدعاءً لتمثيل منتخب فرنسا تحت 20 عامًا في دورة تولون الدولية 2018 ‏ في 17 مايو 2018.
ظهر العكوش لأول مرة مع المغرب في 12 نوفمبر 2021، وذلك في المباراة التي انتهت بفوز المغرب على السودان 3-0 ضمن تصفيات كأس العالم 2022.

## روابط خارجية
- سفيان العكوش على موقع قاعدة بيانات كرة القدم.إي يو (الإنجليزية)
- سفيان العكوش على موقع ليكيب (الفرنسية)
- سفيان العكوش على موقع ناشيونال فوتبول تيمز (الإنجليزية)
- سفيان العكوش على موقع Soccerway.com (الإنجليزية)
- سفيان العكوش على موقع عالم كرة القدم.نت (الإنجليزية)